# Doubrava (ort)
Doubrava är en ort i Tjeckien. Den ligger i den östra delen av landet, 290 km öster om huvudstaden Prag. Doubrava ligger 229 meter över havet och antalet invånare är 1 744.
Terrängen runt Doubrava är platt. Runt Doubrava är det mycket tätbefolkat, med 1 056 invånare per kvadratkilometer. Närmaste större samhälle är Ostrava, 14,4 km väster om Doubrava. Runt Doubrava är det i huvudsak tätbebyggt.